# L'Inconsolable (Greuze)
Pour les articles homonymes, voir L'Inconsolable.
L'Inconsolable est un tableau de Jean-Baptiste Greuze réalisée vers 1780.

## Description
La première description connue de cette œuvre se trouve dans le catalogue de la vente du comte de Vaudreuil en novembre 1787 : « Une jeune fille vêtue de deuil, & dans la plus grande douleur ; sa tête penchée est appuyée auprès d’une urne. La beauté des formes & la vérité du ton, distinguent toujours les ouvrages variés & inappréciables de cet Artiste ». En 1906, le catalogue raisonné de Jean-Bapstiste Greuze présent dans la monographie de Camille Mauclair consacrée au peintre mentionne le tableau sous le titre Jeune fille en deuil (n° 727). 
Le tableau est acheté le 10 mars 2014 par la société des amis du musée des beaux-arts de Bordeaux qui en fait don au Musée des beaux-arts.